# Catedral metropolitana de la Asunción (Kalocsa)

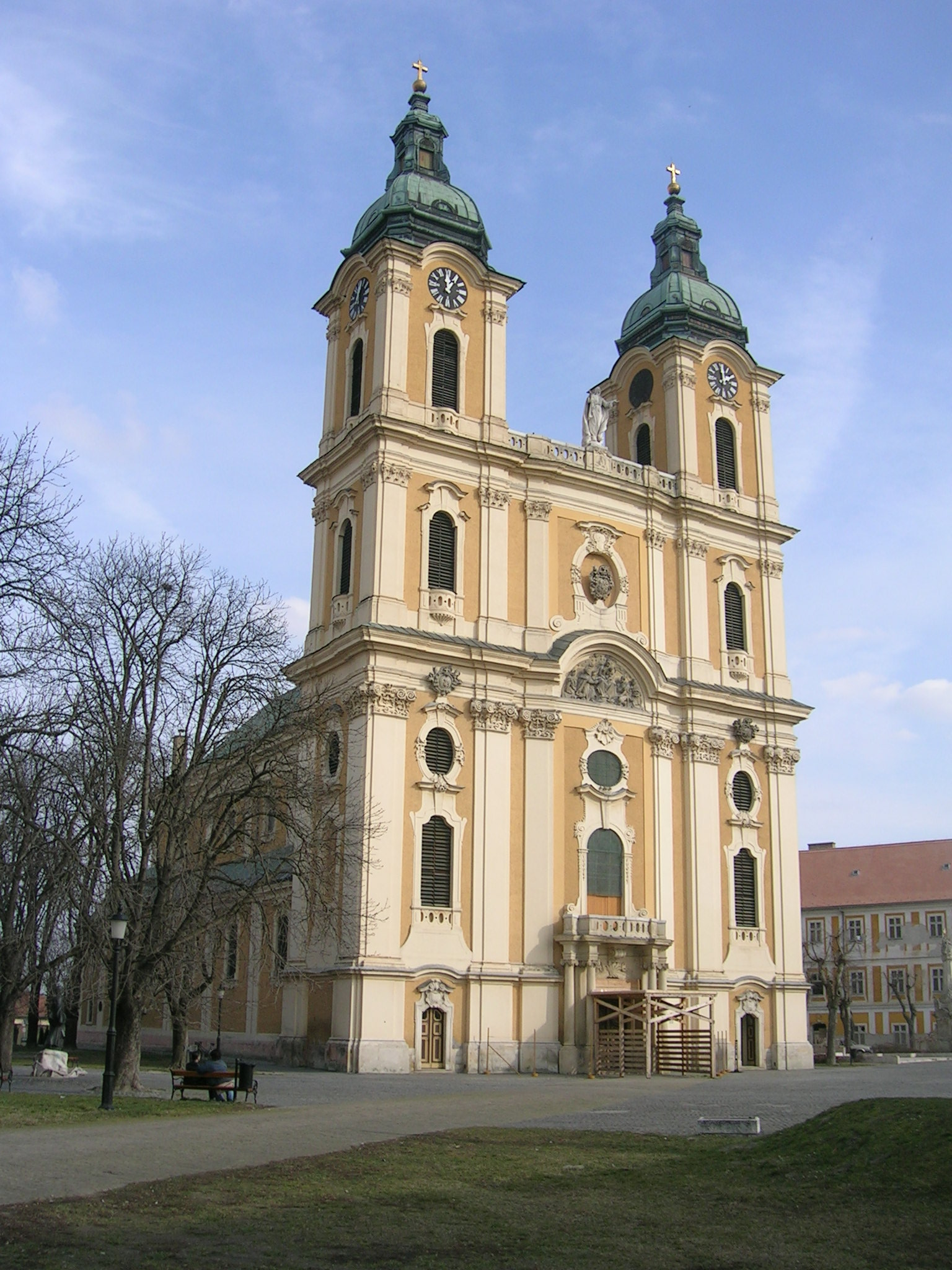
Otra vista de la catedral

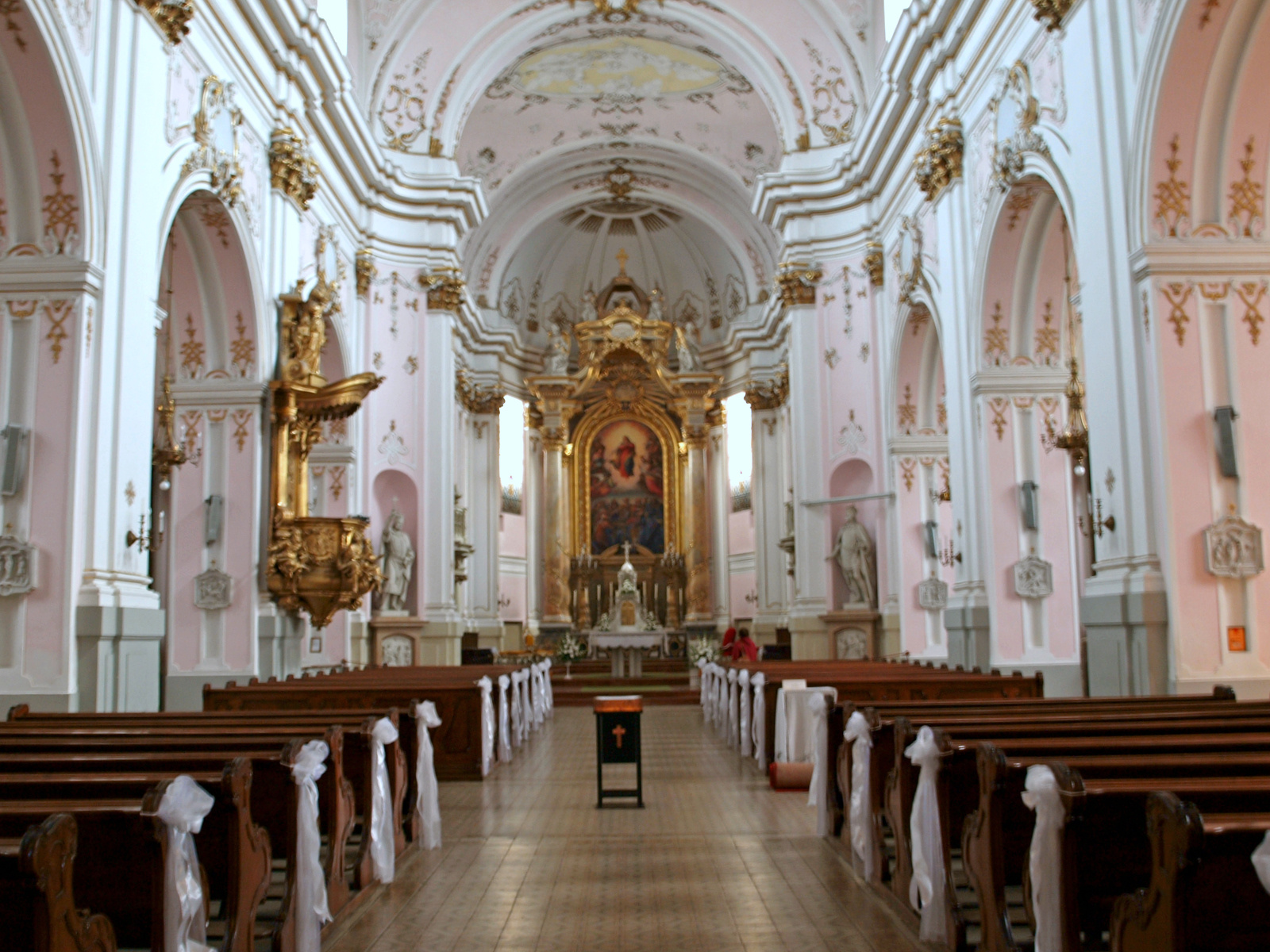
Vista interior de la nave

La catedral metropolitana de la Asunción o simplemente catedral de Kalocsa (en húngaro: Nagyboldogasszony-főszékesegyház) es una iglesia católica de Hungría erigida en la ciudad de Kalocsa que sirve como catedral de la arquidiócesis de Kalocsa-Kecskemét,
En 1050 se construyó la primera iglesia que fue destruida varias veces a lo largo de los siglos. La catedral actual, la cuarta iglesia en el sitio, se construyó en estilo barroco sobre los restos de las iglesias anteriores. Los palanos son de 1728 y la primera piedra fue colocada el 2 de junio de 1735, siendo consagrada parcialmente en 1738 y acabada en 1774. La mayor parte de los documentos del siglo XVIII se perdieron y el nombre del arquitecto es incierto, probablemente diseñado por Andreas Mayerhoffera o Josef Emanuel Fischer von Erlach, o por otra persona. Parte de la iglesia barroca se quemó a finales del siglo XVIII. El estuco en el techo fue hecho por maestros italianos, el retablo de la Asunción es la obra de Leopold Kupelwieser nativo de Viena. Las figuras en frente del altar mayor representan a los reyes Esteban I y Ladislao I. 